# 그리스 배구 국가대표팀
그리스 배구 국가대표팀(그리스어: Εθνική ομάδα πετοσφαίρισης της Ελλάδος)은 그리스를 대표하여 국가대항전에 참가하는 배구 국가대표팀으로 그리스 배구 연맹에 의해 운영된다.